# Hermann Bahr
Hermann Bahr, all'anagrafe Hermann Anastas Bahr (Linz, 19 luglio 1863 – Monaco di Baviera, 15 gennaio 1934), è stato uno scrittore, commediografo e critico teatrale austriaco.

## Biografia
Saggista e abile commediografo, tra le sue opere più celebri si ricordano Studien zur Kritik der Moderne (1894) e Das Konzert (1909). Numerosi dei suoi lavori sono stati adattati per lo schermo, sia cinematografico che televisivo. Nel 1894 si costituisce attorno a lui un gruppo culturale decadente chiamato Jungwien. Bahr fu, dal punto di vista culturale e letterario, la nemesi di Karl Kraus.

## Opere
- Hermann Bahr, Il superamento del Naturalismo, a cura di Giovanni Tateo, SE, Milano 1994
- Hermann Bahr, Espressionismo, traduzione e postfazione di Fabrizio Cambi, Silvy edizioni, 2012
- Hermann Bahr, Polemiche su Klimt, traduzione di Francesca Boarini, postfazione di Fernando Orlandi, Silvy edizioni, 2012
- Hermann Bahr, Il povero pazzo, con gli scritti su Hugo Wolf, traduzione e cura di Erik Battaglia, Analogon Edizioni, 2014
- Hermann Bahr, Il concerto, con l'epistolario Bahr-Strauss, traduzione e cura di Erik Battaglia, Analogon Edizioni, 2015
- Hermann Bahr, Antisemitismo. Un'intervista internazionale (1893), traduzione e cura di Erik Battaglia, Analogon Edizioni, 2017

## Filmografia
- Das Konzert, regia di Leo Mittler (1931)
- L'avventura di Butterfly (Das Lied der Nachtigall), regia di Theo Lingen - dalla commedia Die gelbe Nachtigall (1944)
- Das Konzert, regia di Paul Verhoeven - dal lavoro teatrale Das Konzert (1944)